# Barry Morse
Herbert "Barry" Morse (Shoreditch, 10 juli 1918 - Londen, 2 februari 2008) was een Brits-Canadese theater-, televisie- en radioacteur die vooral bekendheid verwierf door zijn rollen in de tv-series The Fugitive (van ABC) en Space: 1999. Zijn carrière omvatte meer dan acht decennia en hij heeft duizenden rollen op zijn naam staan, met inbegrip van werkzaamheden voor de BBC en de Canadian Broadcasting Corporation.
- Biblioteca Nacional de España: XX4581199
- Bibliothèque nationale de France: cb13983787b (data)
- Gemeinsame Normdatei: 133729087
- International Standard Name Identifier: 0000 0001 1446 0305
- Library of Congress Control Number: n88051167
- SNAC: w69s248j
- Système universitaire de documentation: 136253024
- Virtual International Authority File: 62745451
- WorldCat: E39PBJgMvBTMBDWb6jmH4t48YP